# Śniadanie wioślarzy
Śniadanie wioślarzy (fr. Le Déjeuner des canotiers) – obraz olejny autorstwa francuskiego malarza impresjonisty Auguste’a Renoira, namalowany w latach 1880–1881.

## Opis
Obraz przedstawia grupę osób z podparyskiego środowiska wioślarskiego podczas spożywania śniadania na tarasie restauracji „Fournaise” koło mostu w Chatou na wyspie Sekwanie, popularnego miejsca spotkań ówczesnych aktorów, artystów, intelektualistów. Na obrazie tym Renoir po raz pierwszy ukazał Aline Charigot, swoją przyszłą żonę; malarz zaprezentował ją jako kobietę w kapeluszu – pierwszą z lewej, trzymającą pieska. Jeanne Samary zatyka sobie uszy w górnym prawym rogu obrazu – prawdopodobnie nie może już dłużej słuchać adorujących ją mężczyzn. W dolnym prawym rogu widać – w białym podkoszulku wioślarza i żółtym słomkowym kapeluszu – Gustave’a Caillebotte’a. Postać z nim sąsiadująca to aktorka Angèle. Osoby na drugim planie to bogaty kolekcjoner i wydawca Charles Ephrussi (w cylindrze), urzędnik Eugène Pierre Lestinguez i artysta Paul Lhote (w sportowych kapeluszach).
Obraz odwołuje się do XVI-wiecznych weneckich scen biesiadnych (Paolo Veronese). Artysta pracował nad dziełem kilka miesięcy, wszyscy modele pozowali mu indywidualnie. Przy głębszej analizie powierzchni obrazu odkryto wiele poprawek dokonanych przez Renoira podczas pracy.

## Historia
Ze swojej paryskiej pracowni Pierre-Auguste Renoir miał niecałe 10 minut spacerem do dworca kolejowego Saint-Lazare, skąd odchodziły pociągi do Bougival, Asnières, Argenteuil, i Chatou – malowniczych podparyskich miejscowości położonych nad brzegami Sekwany, ulubionych miejsc wypoczynku i rozrywki paryskiej burżuazji, wielonarodowej bohemy i pań z towarzystwa. W drugiej połowie XIX wieku w okolicach tych powstało mnóstwo hotelików i pensjonatów, restauracji i kafejek, kąpielisk, przystani jachtowych i wioślarskich, romantycznych zakamarków, gdzie można było pić i tańczyć, weselić się i kochać, ukryć się przed codziennym światem.
Impresjoniści często tam bywali i malowali te miejsca: oprócz Renoira, malował tam Claude Monet i Gustave Caillebotte, bywali Camille Pissarro i Alfred Sisley. Pisywał tam też Guy de Maupassant, a swe role odreagowywała Jeanne Samary. Uczęszczali tam i dziennikarze i aktorzy, ale bywały też tancerki kabaretowe i śpiewaczki, robotnicy i cyrkowcy. W jednym z takich miejsc – w Chatou’s Maison Fournaise – na przełomie 1880 i 1881 roku powstawał słynny obraz Renoira. Wówczas Renoir poznał Aline Charigot, swą przyszłą żonę (pobrali się w 1890). W 1881 roku, na krótko po ukończeniu przez Renoira, dzieło nabył Paul Durand-Ruel. W 1882 roku obraz wystawiono na siódmej wystawie impresjonistów. W maju 1923 galeria Durand-Ruela sprzedała obraz kolekcji Duncana Phillipsa.

## Śniadaniew filmie
Kopie Śniadania wioślarzy malował jeden z bohaterów francuskiego filmu fabularnego Amelia – Raymond Dufayel.
Obraz jest przywołany w filmie Samotność w sieci. Jedna z postaci zachęca do obejrzenia go podczas słynnej wystawy. Wspomina, że Renoir lubił do śniadania raczyć się szampanem. Poleca, by zwrócić uwagę na to, ile butelek tego trunku znajduje się na stole.